# Priscilla Frederick
Priscilla Frederick (ur. 14 lutego 1989 w Nowym Jorku) – lekkoatletka z Antigui i Barbudy specjalizująca się w skoku wzwyż.
W 2014 zdobyła srebrny medal igrzysk Ameryki Środkowej i Karaibów oraz bez awansu do finału startowała na igrzyskach Wspólnoty Narodów w Glasgow. W 2015, ustanawiając wynikiem 1,91 nowy rekord Antigui i Barbudy, sięgnęła po srebro igrzysk panamerykańskich w Toronto. W tym samym roku zdobyła wicemistrzostwo strefy NACAC oraz odpadła w eliminacjach podczas mistrzostw świata w Pekinie.
W marcu 2016 miała wystartować na halowych mistrzostwach świata w Portland, jednakże ostatecznie nie pojawiła się na starcie finałowego konkursu skoku wzwyż. W tym samym roku zajęła 28. miejsce w eliminacjach i nie awansowała do finału podczas igrzysk olimpijskich w Rio de Janeiro.
W 2015 otrzymała tytuł sportsmenki roku Antigui i Barbudy.
Rekordy życiowe: stadion – 1,91 (22 lipca 2015, Toronto) rekord Antigui i Barbudy; hala – 1,91 (26 stycznia 2019, Hustopeče).

## Osiągnięcia
| Rok  | Impreza                               | Miejsce        | Lokata            | Wynik |
| ---- | ------------------------------------- | -------------- | ----------------- | ----- |
| 2014 | Igrzyska Wspólnoty Narodów            | Glasgow        | el. – 13. miejsce | 1,81  |
| 2014 | Igrzyska Ameryki Środkowej i Karaibów | Xalapa         | 2. miejsce        | 1,83  |
| 2015 | Igrzyska panamerykańskie              | Toronto        | 2. miejsce        | 1,91  |
| 2015 | Mistrzostwa NACAC                     | San José       | 2. miejsce        | 1,88  |
| 2015 | Mistrzostwa świata                    | Pekin          | el. – 22. miejsce | 1,85  |
| 2016 | Igrzyska olimpijskie                  | Rio de Janeiro | el. – 28. miejsce | 1,89  |